# 아르미니우스주의
알미니안주의(Arminianism) 또는 아르미니우스주의는 칼뱅의 예정론과 신정론의 문제를 인식하고 이를 수정, 변경해야 한다고 주장한 네덜란드 개혁교회의 신학자인 야코부스 아르미니우스와 그 제자들인 저항파가 발전시킨 개신교 사상으로, 직접적인 종교경험을 강조하는 신비주의 신학에 반하고 이성을 강조한다. 아르미니우스는 개혁주의 신학자로 16세기 말과 17세기 초반 네덜란드에서 활동하였다.
칼빈주의에서 구원에 있어서 하나님의 주권을 강조한 점에 비하여 인간의 자유와 능력을 구원에서 인정한다는 부분에서 구원론적 차이를 지닌다.
신학적으로는 네덜란드 개혁교회만 긍정적이었고, 영미 장로교회나 타지역 개혁교회에서는 부정적으로 비판을 받았다. 반면, 자유의지를 중요하게 여기는 개신교 공교회주의인 루터교회와 성공회교회, 감리교회 등에서는 아르마니우스주의를 온건한 개혁주의로 여기며 관심을 보였다. 18세기 등장한 감리교회는 공교회주의를 바탕으로 당시 영국과 미국의 장로교회와 신학적 연대를 찾고, 당시 성공회의 제도주의에 대한 신학적 주제로 관심을 기울였다. 이후 감리교신학, 웨슬리주의 영향을 받은 성결교회, 오순절교회, 구세군교회 등도 그 영향하에 있다.

## 역사
초기 알미니안주의자들은 사람이 성령에 의한 중생이나 선행하는 은혜 없이는 구원 얻는 믿음이나 참으로 선한 어떤 것도 행할 수 없다고 여전히 주장하면서도 하나님의 작정이 조건적이라고, 즉 하나님의 예정은 신자가 가질 믿음에 대한 하나님의 예지에 의존한다고 가르쳤고, 그리스도의 속죄는 각 사람의 구원을 실제로 이룬 것이 아니라 가능하게 만들었을 뿐이라고 가르쳤다. 그들은 신자의 삶에 매순간 은혜가 필수적이지만, 은혜는 불가항력적이지 않다고 믿었다. 그들은 또한, 은혜로 말미암아 시험을 능히 계속 이기게 될 것이라고 확신했으나, 이 확신을 성도의 "필연적인 견인"으로까지 표현하는 것은 거부했다.  불가항력성이 칼빈주의의 구별된 특징이라면, 알미니안주의자들의 구별된 특징은 조건주의였다.
비록 17세기 초반의 알미니안주의자들이 하나님과 사람의 관계에서 하나님 쪽을 크게 강조했을지라도 하나님의 은혜에 저항할 수 있다는 그들의 가르침은 이후의 알미니안주의자들 가운데 도덕적인 것과 인간적인 것에 대한 강조가 더욱 심화되는 길을 열어 놓았다. 이것은 그리스도의 구속 사역보다 그리스도의 모범을 강조하는 펠라기우스주의로 쉽게 변했고, 도덕적인 것과 인간적인 것이 완전히 우위를 차지하는 이신론이나 자연종교로 쉽게 변했다. 이렇게 해서 알미니안주의는 칼빈주의의 냉엄한 교리들에 상처받은 도덕적 본성에 대한 모든 형태의 불평을 지칭하는 그저 느슨한 용어가 되었다.  

## 교의
칼뱅주의 신학은 예정론과 구원에 있어서 하나님의 주권을 보다 강조하지만, 알미니안주의는 구원에서 있어서 합리성과 인간의 자유의지를 강조하는데 구원을 받는데 있어서 인간의 의지적 결정이 중요하다고 강조한다.

## 같이 보기
- 언약신학
- 기독교에서의 구원
- 은총
- 하나님의 주권
- 구원의 순서
- 칭의
- 신인 협동설